# Ландре, Гильом
Гильо́м Ландре́ (нидерл. Guillaume Landré; 24 февраля 1905, Гаага, Нидерланды — 6 ноября 1968, Амстердам, Нидерланды) — нидерландский композитор.

## Биография
Учился у своего отца Виллема Ландре, у Анри Загвейна (1878–1954) в Роттердаме и у Виллема Пейпера в Утрехте. В 1929—1941 годах работал музыкальным критиком в газете «De Telegraaf». В 1930—1947 годах преподавал в Handelsschool. В 1947—1956 годах генеральный секретарь Государственного совета по делам искусств. В 1952—1955 годах был художественным руководителем Оркестра Консертгебау. В 1950—1962 годы возглавлял Союз нидерландских композиторов. Его музыка представляла собой сплав романтизма и импрессионизма. Любил сочетать необычные музыкальные формы. Был ценителем джаза, что нашло отражение в его произведениях.

## Сочинения
- опера «Жан Левек» (1965) / Jean Lévècq
- комическая опера «Щука» / De Snoek
- опера «Пасторальная симфония» / La symphonie pastorale (1967, по Андре Жиду)
- 4 симфонии (1932, 1942, 1951, 1955)
- Ритуальная симфония памяти отца / Sinfonia sacra in memoriam Patris (1953)
- симфонические интерлюдии
- концерт для виолончели с оркестром (1940)
- 4 струнных квартета
- «Egidius» для хора a capella

## Награды
- 1964 — Премия Яна Питерсзона Свелинка[нидерл.]